# BEST Brașov
BEST Brașov este o organizație studențească de voluntariat din Universitatea Transilvania din Brașov, fondată în 1997. Organizația este un grup local al Board of European Students of Technology și unul dintre cele 6 grupuri locale BEST din România și Republica Moldova. Celelalte 6 grupuri locale sunt prezente în orașele: București, Cluj Napoca, Iași, Timișoara și Chișinău.

## Board of European Students of Technology
Board of European Students of Technology (BEST) este o organizație studențească non-profit, non-reprezentativă și non-politică, care a fost fondată în 1989, în Berlin, cu scopul de a promova schimburi de experiență și comunicarea dintre studenții europeni din domenii tehnice. În prezent, BEST este prezentă în 34 de țări din Europa, numărând 96 de grupuri locale și 3300 de membri.

## Istoric
BEST Brașov a fost înființată în anul 1997, iar de atunci s-a dezvoltat constant, în prezent fiind una dintre cele mai mari organizații studențești din Brașov. Dintre activitățile și evenimentele BEST Brașov se remarcă competiții, schimburi de experiență, festivaluri IT, sesiuni de training-uri, prezentări de companii.
Organizația facilitează interacțiunea dintre studenți, universitate și companii. Activitatea organizației contribuie la dezvoltarea studenților pe plan profesional și personal, a mediului universitar brașovean și a colaborării universității cu mediul profesional.

## Evenimente

### European BEST Engineering Competition
EBEC Brașov este etapa locală a European BEST Engineering Competition ce se desfășoară la Brașov. EBEC este cea mai mare competiție inginerească din Europa și este împărțită pe trei niveluri: local, regional și final. Etapa locală se desfășoară în România și Republica în orașele Brașov, București, Cluj Napoca, Iași și Chișinău. Echipele care câștigă etapele locale participă la etapa regională, iar câștigătorii acesteia la EBEC Final, care reunește cei mai buni viitori ingineri din Europa.
Competiția este împărțită pe trei probe:
1. Team Design - presupune rezolvarea unei probleme tehnice folosind materialele puse la dispoziție de BEST și partenerii săi. Rezultatul dorit este un dispozitiv ce poate efectua acțiunile care sunt cerute în cadrul probei și care îndeplinește anumite condiții de rezistență, stabilitate și mobilitate.
2. Case Study - presupune rezolvarea unei probleme tehnice sau de management utilizând cunoștințe de inginerie. Echipele sunt formate din 4 studenți de la specializări tehnologice, iar cerințele sunt furnizate de BEST și companiile partenere. La finalul probei, va fi declarată câștigătoare echipa cu cea mai inovativă și practică idee.
3. Competiția IT - testează abilitățile de programare ale studenților brașoveni într-o probă propusă de o companie care presupune crearea unei aplicații Web, Desktop sau Android. Această aplicație trebuie să îndeplinească anumite funcții, care vor fi prezentate în ziua competiției.

### BEST Information Technology
BEST Information Technology este un festival IT pentru studenți care este organizat anual și facilitează legătura între marile companii de IT din Brașov și studenții Universității Transilvania.
Activitățile care au loc în cadrul acestui eveniment sunt: prezentări de companii, unde studenții descoperă care este activitatea fiecărei companii și oportunitățile pe care acestea le oferă; show and tell, unde studenții testează noile tehnologii din domeniul IT, dezvoltate de companiile participante; workshop-uri care reproduc mediul de lucru dintr-o companie, pentru a-i ajuta pe studenți să descopere cum se lucrează într-o companie; competiții, în care studenții își aplică cunoștințele de programare și lucru în echipă pe o temă reală.
În luna martie 2020 va avea loc a 6-a ediție a evenimentului.

### BEST Training Week
BEST Training Week (BTW) este o sesiune de training-uri de o săptămână pentru studenții din Universitatea Transilvania din Brașov. BTW contribuie la dezvoltarea și pregătirea personală a acestora în vederea inițierii într-o carieră de succes. Training-urile sunt axate pe dezvoltarea abilităților soft și sunt livrate de către traineri experimentați.
Evenimentul se află la a treisprezecea ediție.

### BEST Course in Summer
BEST Course este un eveniment academic organizat de BEST Brașov, în fiecare an, unde studenți din toată Europa iau parte la cursuri de specialitate, susținute de profesori de la Universitatea Transilvania. La finalul cursului, participanții primesc un certificat și un număr de credite ECTS care atestă participarea la curs.
Pe întreaga perioadă a evenimentului, participanții ajung să cunoască studenți din toată Europa, au parte de activități de cunoaștere a obiceiurilor și a preparatelor tradiționale, iar totodată își dezvoltă abilitățile de comunicare în limba engleză.
Cursul de vară este cel mai popular si mai promovat eveniment BEST. Anual peste 1800 de studenți din întreaga Europă au șansa unei experiențe deosebite într-un centru universitar dintr-o țară străină.

### Hackathon BEST Brașov
Hackathon este o competiție de programare de 24 de ore, care are scopul de a pune în practică cunoștințele de programare ale studenților din cadrul Universității Transilvania.
BEST dezvoltă acest eveniment în diverse orașe din Europa în universitățile tehnice. În România, BEST Brașov este al doilea grup local care organizează un hackaton, după BEST București, care are o tradiție de câțiva ani în acest tip de eveniment.
La prima ediție, care a avut loc în luna decembrie 2019, au participat 16 echipe de câte 2 sau 3 oameni, iar evenimentul a avut loc la Institutul de Cercetare și Dezvoltare al Universității Transilvania.

### BEST Smart Talks
BEST Smart Talks este un eveniment organizat de BEST Brașov în cadrul căruia studenții se întâlnesc cu profesioniști într-o cafenea. Specialiștii sunt din diverse domenii de activitate: ingineri, programatori și antreprenori și pot reprezenta companii de top din Brașov.
Evenimentul se află la a patra ediție.